# Kinh tế học trọng cung

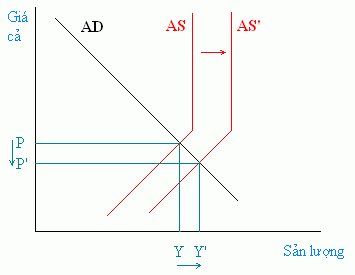
Kinh tế học trọng cung nhấn mạnh các biện pháp nâng cao năng lực sản xuất, đẩy đường tổng cung AS dịch chuyển sang phải, nâng cao tốc độ tăng trưởng tiềm năng, từ đó có thể nâng cao tốc độ tăng trưởng thực tế mà không gây ra áp lực lạm phát.

Kinh tế học trọng cung là một trường phái kinh tế học vĩ mô đề cao mặt cung cấp của các hoạt động kinh tế.

## Khái quát
Phái này nhấn mạnh việc nâng cao năng suất lao động và nâng cao năng lực cung cấp của nền kinh tế nhằm mục đích nâng cao tốc độ tăng trưởng tiềm năng (nhờ vậy nâng cao được tốc độ tăng trưởng kinh tế mà không gây ra áp lực lạm phát).
Các biện pháp, chính sách để đạt được các mục tiêu nói trên gồm:
- Giảm thuế dựa theo lý luận đường cong Laffer để cho doanh nghiệp và hộ gia đình hăng hái đầu tư;
- Xóa bỏ các chướng ngại đối với đầu tư tư nhân, cụ thể là tự do hóa kinh tế, giải điều tiết;
- Chuyển nguồn vốn đầu tư từ khu vực nhà nước sang khu vực tư nhân bằng cách thực hiện chính phủ nhỏ (cải cách các chương trình an sinh xã hội, tư nhân hóa các tài sản công cộng, giảm trợ cấp, khuyến khích khu vực tư nhân tham gia cung cấp hàng hóa công cộng, v.v...).

## Áp dụng
Kinh tế học trọng cung tuy mới hình thành từ thập niên 1970, nhưng ngay lập tức đã được trọng dụng ở Mỹ trong thời kỳ cầm quyền của Regan, Bush Cha, Bush Con, ở Anh dưới thời Thatcher, ở New Zealand trong thời kỳ 1984-1993, ở Nhật Bản dưới thời Koizumi. Những cuộc cải cách kinh tế ở nhiều nền kinh tế đang chuyển đổi và đang phát triển từ thập niên 1990 cũng ít nhiều chịu ảnh hưởng của kinh tế học trọng cung.

## Các đại biểu
- Alan Reynolds
- Arthur Laffer
- Bruce Bartlett
- Glenn Hubbard
- Jeremy Siegel
- Lawrence Kudlow
- Robert Mundell (đoạt giải Nobel vì những đóng góp vào lý luận tiền tệ)
- John Rutledge
- Jude Wanniski